# Rugby-fauteuil aux Jeux paralympiques d'été de 2016
Navigation
Londres 2012 Tokyo 2020
Le tournoi de rugby-fauteuil aux Jeux paralympiques d'été de 2016 ont eu lieu du 14 au 18 septembre 2016 dans la Rio Olympic Arena de Rio de Janeiro. Il y a un seul évènement au programme où 8 équipes sont en compétition. Le rugby aux Jeux paralympiques est un évènement mixte, bien que la grande majorité des athlètes aux Jeux sont de sexe masculin.

## Qualifications
Les huit équipes se sont qualifiées comme suit :
| Compétition                           | Date                           | Lieu                 | Places | Qualifiés             |
| ------------------------------------- | ------------------------------ | -------------------- | ------ | --------------------- |
| Pays organisateur                     | 2 octobre 2009                 | Copenhague, Danemark | 1      | Brésil                |
| Championnats du monde 2014            | 21 - 26 septembre 2014         | Odense, Danemark     | 1      | Australie             |
| Championnat d'Asie-Océanie 2015       | 29 octobre - 1er novembre 2015 | Chiba, Japon         | 1      | Japon                 |
| Championnat d'Europe 2015             | 13 - 20 septembre 2015         | Nastola, Finlande    | 2      | Grande-Bretagne Suède |
| Jeux parapanaméricains de 2015        | 8 - 14 août 2015               | Toronto, Canada      | 1      | Canada                |
| Tournoi de qualification paralympique | 21 avril 2016                  | Paris, France        | 2      | France États-Unis     |
| Total                                 | Total                          | Total                | 8      |                       |

## Résultats

### Phase de poules

#### Poule A
| # | Équipe          | Pts | G | P | Pm  | Pe  | Diff | Dép | Moy   |
| - | --------------- | --- | - | - | --- | --- | ---- | --- | ----- |
| 1 | Australie       | 6   | 3 | 0 | 188 | 158 | +30  |     | 63-53 |
| 2 | Canada          | 4   | 2 | 1 | 174 | 160 | +14  |     | 58-53 |
| 3 | Grande-Bretagne | 2   | 1 | 2 | 152 | 135 | +17  |     | 51-45 |
| 4 | Brésil          | 0   | 0 | 3 | 125 | 186 | -61  |     | 42-62 |

| 14 septembre | Australie       | 53-51   | Grande-Bretagne |
| 14 septembre | Canada          | 62-48   | Brésil          |
| 15 septembre | Grande-Bretagne | 49-50ap | Canada          |
| 15 septembre | Australie       | 72-45   | Brésil          |
| 16 septembre | Brésil          | 32-52   | Grande-Bretagne |
| 16 septembre | Canada          | 62-63ap | Australie       |

#### Poule B
| # | Équipe     | Pts | G | P | Pm  | Pe  | Diff | Dép | Moy   |
| - | ---------- | --- | - | - | --- | --- | ---- | --- | ----- |
| 1 | États-Unis | 6   | 3 | 0 | 165 | 142 | +23  |     | 55-47 |
| 2 | Japon      | 4   | 2 | 1 | 163 | 155 | +8   |     | 54-52 |
| 3 | Suède      | 2   | 1 | 2 | 145 | 151 | -6   |     | 48-50 |
| 4 | France     | 0   | 0 | 3 | 141 | 166 | -25  |     | 47-55 |

| 14 septembre | États-Unis | 51-42   | France     |
| 14 septembre | Japon      | 50-46   | Suède      |
| 15 septembre | Suède      | 44-54   | États-Unis |
| 15 septembre | Japon      | 57-52   | France     |
| 16 septembre | France     | 47-55   | Suède      |
| 16 septembre | États-Unis | 57-56ap | Japon      |

### Phase finale

#### Tableaux
|  | Demi-finales | Demi-finales |           |    | Finale | Finale |
|  | Demi-finales | Demi-finales |           |    | Finale | Finale |
|  |              |              |           |    |        |        |
|  | 17 septembre |              |           |    |        |        |
|  |              |              |           |    |        |        |
|  | Australie    | 63           |           |    |        |        |
|  | Australie    | 63           |           |    |        |        |
|  | Japon        | 57           |           |    |        |        |
|  | Japon        | 57           | Australie | 59 |        |        |
|  | 17 septembre |              | Australie | 59 |        |        |
|  |              | États-Unis   | 58ap      |    |        |        |
|  | États-Unis   | États-Unis   | 58ap      | 60 |        |        |
|  | États-Unis   |              |           | 60 |        |        |
|  | Canada       | 55           |           |    |        |        |
|  | Canada       | 55           | 3e place  |    |        |        |
|  |              |              |           |    |        |        |
|  |              |              |           |    |        |        |
|  |              |              |           |    |        |        |
|  | Japon        | 52           |           |    |        |        |
|  | Japon        | 52           |           |    |        |        |
|  | Canada       | 50           |           |    |        |        |
|  | Canada       | 50           |           |    |        |        |

|  | 5e place        |    |
|  |                 |    |
|  |                 |    |
|  |                 |    |
|  | Grande-Bretagne | 56 |
|  | Grande-Bretagne | 56 |
|  | Suède           | 42 |
|  | Suède           | 42 |

|  | 7e place |    |
|  |          |    |
|  |          |    |
|  |          |    |
|  | Brésil   | 54 |
|  | Brésil   | 54 |
|  | France   | 59 |
|  | France   | 59 |

#### Match pour la septième place
| Match 13                        | Brésil                                                       | 54-59                           | France                                                                     | Rio Olympic Arena Rio de Janeiro |  |
| 17 septembre 2016 10h30 (UTC-3) | Braz 20 Abreu 13 Higino 10 Damaceno 6 Taniguchi 3 Hoffmann 1 | (15-17 ; 15-18 ; 11-12 ; 13-12) | Sallem 21 Hivernat 18 Jarlan 6 Salegui 5 Rioux 2 Nankin, Bento Anastacio 1 |                                  |  |
| 17 septembre 2016 10h30 (UTC-3) | [PDF] Rapport                                                |                                 |                                                                            |                                  |  |

#### Match pour la cinquième place
| Match 14                        | Grande-Bretagne                                                        | 56-42                           | Suède                                                                          | Rio Olympic Arena Rio de Janeiro |  |
| 17 septembre 2016 19h15 (UTC-3) | Roberts 28 Bhuta 8 Batey 7 Walker, Ash 3 Ryan 2 Sehmi, Coggan, Stead 1 | (13-12 ; 12-10 ; 16-10 ; 15-10) | Hjert 17 Jansson 6 Sandberg 5 Norlin 4 Adaszak, Collin 3 Lindberg 2 Varnerud 1 |                                  |  |
| 17 septembre 2016 19h15 (UTC-3) | [PDF] Rapport                                                          |                                 |                                                                                |                                  |  |

#### Demi-finales
| Match 15                        | États-Unis                                         | 60-55                           | Canada                                                                   | Rio Olympic Arena Rio de Janeiro |  |
| 17 septembre 2016 12h45 (UTC-3) | Aoki 34 Wheeler 11 Puderbaugh 9 Newby 5 Scaturro 1 | (14-13 ; 15-13 ; 14-13 ; 17-16) | Madell 31 Caldwell 7 Whitehead 6 Simard 4 Hirschfield 3 Biletski, Chan 1 |                                  |  |
| 17 septembre 2016 12h45 (UTC-3) | [PDF] Rapport                                      |                                 |                                                                          |                                  |  |

| Match 16                        | Australie                                  | 63-57                           | Japon                                                                 | Rio Olympic Arena Rio de Janeiro |  |
| 17 septembre 2016 16h00 (UTC-3) | Batt 34 Bond 20 Edmondson 4 Warn 3 Lewis 1 | (15-12 ; 18-16 ; 16-16 ; 14-13) | Ikezaki 32 Ike 10 Nakazato 7 Shimakawa 4 Norimatsu 2 Wakayama, Imai 1 |                                  |  |
| 17 septembre 2016 16h00 (UTC-3) | [PDF] Rapport                              |                                 |                                                                       |                                  |  |

#### Match pour la médaille de bronze
| Match 17                     | Japon                                                   | 52-50                           | Canada                                                                     | Rio Olympic Arena Rio de Janeiro |  |
| 18 septembre 2016 9h (UTC-3) | Ikezaki 19 Ike 18 Imai, Shimakawa 3 Norimatsu 2 Kanno 1 | (17-13 ; 12-12 ; 11-13 ; 12-12) | Madell 35 Whitehead 6 Simard 2 Biletski, Caldwell, Hirschfield, Dagenais 1 |                                  |  |
| 18 septembre 2016 9h (UTC-3) | [PDF] Rapport                                           |                                 |                                                                            |                                  |  |

#### Finale
| Match 18                        | Australie                                    | 59-58 ap                                    | États-Unis                                                        | Rio Olympic Arena Rio de Janeiro |  |
| 18 septembre 2016 12h30 (UTC-3) | Batt 27 Bond 21 Edmondson 5 Harrison, Warn 1 | (12-12 ; 14-13 ; 11-12 ; 12-12) (OT : 10-9) | Aoki 21 Brewer 11 Puderbaugh 10 Wheeler 7 Newby 4 Cohn 3 Melton 1 |                                  |  |
| 18 septembre 2016 12h30 (UTC-3) | [PDF] Rapport                                |                                             |                                                                   |                                  |  |

## Classement final
| Rang | Équipe          | J | V | D |
| ---- | --------------- | - | - | - |
| 1    | Australie       | 5 | 5 | 0 |
| 2    | États-Unis      | 5 | 4 | 1 |
| 3    | Japon           | 5 | 3 | 2 |
| 4    | Canada          | 5 | 2 | 3 |
| 5    | Grande-Bretagne | 4 | 2 | 2 |
| 6    | Suède           | 4 | 1 | 3 |
| 7    | France          | 4 | 1 | 3 |
| 8    | Brésil          | 4 | 0 | 4 |